# Chancelier de Bretagne
La charge de chancelier de Bretagne est une des plus importantes dans le gouvernement du duché de Bretagne au Moyen Âge. 
Le chancelier, nommé par le duc, est à la tête de l'administration de la justice ; il assiste aux parlements généraux[pas clair] en habit royal[pas clair], siégeant à la droite du duc.
Cette charge est exercée par des gens qui se sont distingués au service du duc de Bretagne en tant que magistrat, évêque, etc.

## Histoire
La charge de chancelier de Bretagne disparaît lorsque le duché devient une province du royaume de France au XVIe siècle, à la suite des mariages de la duchesse Anne avec Charles VIII (1491), puis Louis XII (1499) et du mariage de sa fille Claude avec l'héritier présomptif François d'Angoulême (1506), qui devient effectivement le roi François Ier en 1515.

## Organisation de la chancellerie de Bretagne
- siège habituel (ou itinérance ?)
- les adjoints du chancelier
- etc.

## Liste des chanceliers de Bretagne
| Dates | Titulaire                              | Duc                       | Notes | Blason                     |
| ----- | -------------------------------------- | ------------------------- | --- | -------------------------- |
| 1037  | Moyse                                  | Alain III Rebrit          | |                            |
| 1050  | Sylvestre de La Guerche                | Conan II                  | De gueules, à deux léopard d'or |                            |
| 1158  | Hamelin                                | Conan IV le Petit         | |                            |
| 1160  | Robert                                 | Conan IV le Petit         | |                            |
| 1185  | Maurice                                | Constance                 | |                            |
| 1200  | Pierre de Dinan                        | Arthur Ier                | De gueules à quatre fusées d'hermine posées en fasce, accompagnée de six besants du même |                            |
| 1218  | Pierre de Fougères                     | Alix                      | D'or, à la fougère de sinople |                            |
| 1344  | Henri Dubois                           | Jean II de Montfort       | Évêque de Dol et Écartelé d'argent et d'azur, à trois têtes de lévriers de gueules brochant |                            |
| 1364  | Bouvet                                 | Jean IV le Conquéreur     | D'argent à trois rencontre de bœuf de sable |                            |
| 1366  | Hugues de Montrelais                   | Jean IV le Conquéreur     | D'or, à trois jumelles d'azur en bande |                            |
| 1371  | Aufroy Le Voyer                        | Jean IV le Conquéreur     | Losangé d'or et de gueules |                            |
| 1371  | Guillaume Paris                        | Jean IV le Conquéreur     | D'argent, à la croix de gueules, cantonnée de quatre lionceaux affrontés de même |                            |
| 1379  | Jean Ier de Rohan                      | Jean IV le Conquéreur     | De gueules à neuf macles d'or, posées 3,3,3 |                            |
| 1384  | Sylvestre de La Feillée                | Jean IV le Conquéreur     | D'or, à la croix engrêlé d'azur |                            |
| 1390  | Macé Le Bart                           | Jean IV le Conquéreur     | D'azur, au léopard d'argent |                            |
| 1391  | Henri Le Barbu                         | Jean IV le Conquéreur     | D'or au trescheur fleuronné d'azur alias D'or au sautoir alésé et fleuronné d'azur. |                            |
| 1398  | Robert de Martigné                     | Jean IV le Conquéreur     | D'argent, à un quintefeuille de gueules |                            |
| 1399  | Robert Brochereul                      | Jean IV le Conquéreur     | D'azur, au brochet d'argent mit en bande |                            |
| 1401  | Étienne Cœuret                         | Jean V le Sage            | D'argent, à trois cœur de gueules |                            |
| 1404  | Anselme de Chantemerle                 | Jean V le Sage            | D'azur, à la bande d'argent chargé de trois coquilles de gueules |                            |
| 1406  | Hugues Le Stoquer                      | Jean V le Sage            | Évêque de Tréguier |                            |
| 1408  | Jean de Chateaugiron dit de Malestroit | Jean V le Sage            | De vair, à la bande de gueules chargée de trois coquilles d'argent |                            |
| 1443  | Jean L'Espervier                       | Jean V le Sage            | D'azur, au sautoir engrêlé d'or, cantonné de quatre besant de même |                            |
| 1445  | Louis Ier de Rohan-Guéméné             | François Ier le Bien-Aimé | Écartelé en 1 et 4 de gueules aux chaînes d'or posées en orle, en croix et en sautoir, chargées en cœur d'une émeraude au nature, en 2 et 3 d'azur semé de fleurs de lys d'or à la bande componée d'argent et de gueules, sur le tout parti en 1 de gueules aux neuf macles d'or posées 3, 3 et 3, et en 2 d'hermine |                            |
| 1450  | Jean de la Rivière                     | Pierre II le Simple       | De gueules au chevron d'hermines. |                            |
| 1457  | Jean du Cellier                        | Arthur III le Justicier   | De gueules, à la fasce de vair, accompagné de trois quintefeuilles d'argent |                            |
| 1458  | Guillaume Chauvin                      | François II               | D'argent, à trois croissants de gueules 2 et 1, ce dernier les pointes en bas |                            |
| 1470  | Vincent de Kerleau                     | François II               | D'azur, au cerf d'or |                            |
| 1484  | François Chrétien                      | François II               | De sinople, à la fasce d'or, accompagné de trois casques de même |                            |
| 1485  | Jacques de La Villéon                  | François II               | D'argent, au houx arraché de sinople, au franc canton de sable, fretté d'or |                            |
| 1487  | Philippe de Montauban                  | François II               | D'une branche de la famille de Rohan | Blason Maison de Montauban |
| 1488  | Gilles de La Rivière                   | Anne                      | D'azur, à la croix engrêlé d'or |                            |
| 1498  | Philippe de Montauban                  | Anne                      | D'une branche de la famille de Rohan | Blason Maison de Montauban |